# Wysoki Zamek (wzgórze)
Wysoki Zamek (ukr. Зaмкова гора, Княжа гора) – wzgórze na Roztoczu Wschodnim, w obszarze Roztocza Lwowskiego, w północno-wschodnim rejonie Lwowa, 398 m n.p.m.; park krajobrazowy.  
Na Wysokim Zamku w II połowie XIV wieku Kazimierz III Wielki wzniósł Wysoki Zamek. Obok ruin zamku w latach 1869–1890 usypano kopiec Unii Lubelskiej (412 m n.p.m.).
W 1998 Wysoki Zamek razem ze Starym Miastem, Podzamczem i archikatedralnym soborem św. Jura został wpisany na listę światowego dziedzictwa UNESCO.